# Inzago
Inzago (Inzagh o Inzaa in dialetto milanese) è un comune italiano di 11 420 abitanti della città metropolitana di Milano in Lombardia.

## Geografia fisica
Inzago fa parte del territorio della Martesana, infatti Inzago è attraversata a sud dal Naviglio della Martesana, che divide pressoché in due parti il paese, ed è lambita e attraversata a nord dal Canale Villoresi.

## Storia

### Simboli
Lo stemma e il gonfalone sono stati concessi con regio decreto del 30 marzo 1942.
Lo stemma comunale si ispira a quello dell'antica famiglia lombarda dei de Inzago, presente a pagina 179 dello Stemmario Trivulziano e a pagina 160 del volume II dello Stemmario Cremosano.
Il gonfalone è un drappo di bianco con la bordatura ondulata di rosso.

## Monumenti e luoghi d'interesse
Il Naviglio Martesana, regala al paese alcuni paesaggi particolari e ha contribuito nella storia ad attrarre nobili e borghesi che hanno fatto sorgere le loro dimore estive e che ancora oggi sono un bene per la comunità. Molte di queste negli ultimi decenni sono ritornate al loro vecchio splendore grazie ad alcuni privati che le hanno ristrutturate. Fra le più famose ci sono Villa Aitelli, Villa Magistretti, Villa Rey (o Reis, in stile barocco) e Villa Facheris (ex sede della Banca BCC).
Lungo il Naviglio Martesana (in direzione Milano) sorge il complesso conventuale del Monasterolo.
Nella chiesa parrocchiale di Santa Maria Assunta si trova la prima e più antica copia della Sacra Sindone

## Società

### Evoluzione demografica
- 1 650 nel 1751
- 1 837 nel 1771
- 1 929 nel 1805
- 2 071 nel 1809
- 2 955 nel 1811 dopo annessione di Masate e Basiano
- 3 576 nel 1853

Abitanti censiti

### Etnie e minoranze straniere
Secondo i dati ISTAT al 31 dicembre 2015 la popolazione straniera residente era di 873 persone. Le nazionalità più presenti erano:
- Romania 199
- Albania 135
- Marocco 124

## Cultura

### Eventi
La festa del paese ricorre ogni secondo fine settimana del mese di ottobre; è molto caratteristica come festa perché serve a rievocare le origini del paese e delle sue tradizioni. Le attrazioni maggiori sono la Fiera del bestiame (che si tiene il lunedì) e la messa con la processione che parte dalla piazza.
Dal 2008 al 2019 a fine giugno, si è tenuto il Vintage Roots Festival in Piazza Maggiore, che ricreava l'ambiente Americano degli anni '50 attraverso costumi, bancarelle e musiche, come per esempio l'American Roots Music, quindi le correnti musicali in voga prima dell'avvento del Beat inglese (1963).

## Infrastrutture e trasporti
Fra il 1880 e il 1931 la località ospitò altresì una fermata dalla tranvia Fornaci-Treviglio-Caravaggio. Il passaggio per il paese seguiva il percorso della strada Postale Veneta, poi via Cavour, per proseguire lungo via Roma attraversando diagonalmente la centrale piazza Vittorio Emanuele.
Il comune di Inzago è servito da autolinee interurbane gestite dalla società Autoguidovie.